# 揚吉爾汗
揚吉爾汗（?—1652年），哈薩克汗國可汗，1643年-1652年在位。
他是額什木汗之子，統治時期內政上主力加強比的影響力，對外則與布哈拉汗國保持友好關係以抵抗準噶爾部。
他最有名的是在1643年於哈薩克南部以600名火器士兵打敗準噶爾的巴图尔珲台吉的50000人衛拉特-喀爾喀蒙古聯軍(奧布拉克之戰)。